# Befriad
Befriad är en gospelmusikal skriven av Lars Mörlid och Peter Sandwall och ursprungligen framförd av gospelkören Choralerna från Göteborg. All text i musikalen är inspirerad av texterna i Johannesevangeliet. Musikalen hade premiär i mars 1973. Den har sedan satts upp av många andra körer i kyrkor och skolor.
Gospelkören Choralerna framförde musikalen mer än 500 gånger på turnéer i Sverige, Västeuropa och USA. På engelska fick musikalen namnet Living Water.
En skivinspelning av musikalen gavs 1974 ut på bolaget Signatur, samt en engelsk version på bolaget Duif Platen.
Musikalen hade nypremiär den 8 oktober 2006 och hade inför detta fått en rejäl bearbetning. Upphovsmännen hade tillfört några nya sånger och hela musikalen hade arrangerats om för hel symfoniorkester av Ingemar Tessin.